# Drugi rząd Konrada Adenauera

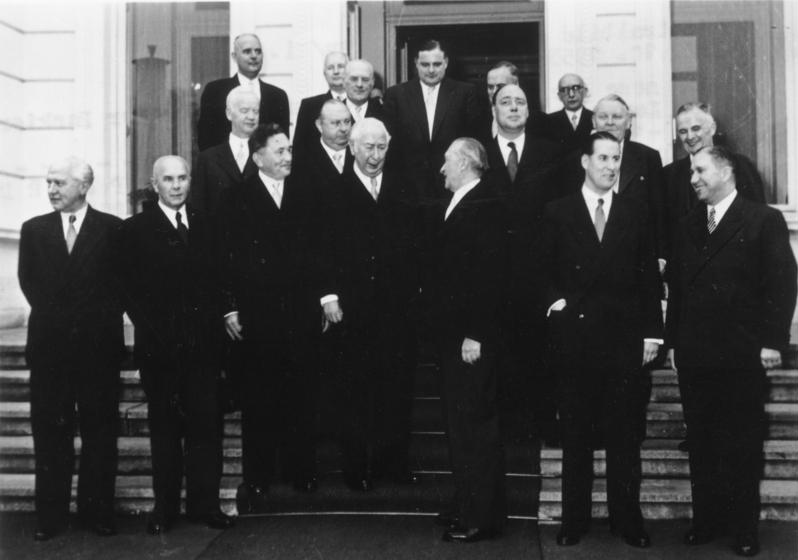
Drugi rząd Konrada Adenauera: Hermann Schäfer, Jakob Kaiser, Anton Storch, Theodor Heuss, Konrad Adenauer, Gerhard Schröder, Waldemar Kraft, Heinrich Lübke, Heinrich Peter Hellwege, Victor Emanuel Preusker, Ludwig Erhard, Robert Tillmanns, Franz Josef Strauß, Theodor Oberländer, Fritz Schäffer, Franz-Josef Wuermeling

Drugi rząd Konrada Adenauera – 20 października 1953 do 29 października 1957.
| Funkcja                                                                   | Imię i nazwisko                                                                                                  | Partia  |
| ------------------------------------------------------------------------- | --- | ------- |
| Bundeskanzler – Kanclerz Federalny                                        | Konrad Adenauer                                                                                                  | CDU     |
| Stellvertreter des Bundeskanzlers – Wicekanclerz Federalny                | Franz Blücher | FDP     |
| Minister spraw zagranicznych                                              | Konrad Adenauer (do 6 czerwca 1955) Heinrich von Brentano di Tremezzo (od 8 czerwca 1955)                        | CDU     |
| Minister spraw wewnętrznych                                               | Gerhard Schröder (polityk CDU)                                                                                   | CDU     |
| Minister sprawiedliwości                                                  | Fritz Neumayer (do 16 października 1956) Hans-Joachim von Merkatz (od 16 października 1956)                      | FDP DP  |
| Minister finansów                                                         | Fritz Schäffer                                                                                                   | CSU     |
| Minister gospodarki i technologii                                         | Ludwig Erhard | CDU     |
| Minister rolnictwa, polityki żywnościowej i ochrony konsumentów           | Heinrich Lübke                                                                                                   | CDU     |
| Minister do spraw wewnątrzniemieckich                                     | Jakob Kaiser | CDU     |
| Minister pracy i polityki społecznej                                      | Anton Storch | CDU     |
| Minister obrony                                                           | Theodor Blank (do 16 października 1956) Franz Josef Strauß (od 16 października 1956)                             | CDU CSU |
| Minister transportu i budownictwa                                         | Hans-Christoph Seebohm                                                                                           | DP      |
| Minister poczty i telekomunikacji                                         | Hans Schuberth (do 9 grudnia 1953) Siegfried Balke (do 16 października 1956) Ernst Lemmer (od 15 listopada 1956) | CSU CDU |
| Minister ds. wypędzonych, uciekinierów i poszkodowanych przez wojnę       | Theodor Oberländer                                                                                               | GB/BHE  |
| Minister spraw federalnych i stanowych                                    | Heinrich Hellwege (do 26 maja 1955) Hans-Joachim von Merkatz(od 8 czerwca 1955)                                  | DP      |
| Minister ds. zagospodarowania przestrzennego, budownictwa i rozwoju miast | Victor-Emanuel Preusker                                                                                          | FDP     |
| Minister ds. badań naukowych                                              | Franz Josef Strauß (do 16 października 1956) Siegfried Balke (od 16 października 1956)                           | CSU     |
| Minister do spraw młodzieży i rodzin                                      | Franz-Josef Wuermeling                                                                                           | CDU     |
| Minister współpracy gospodarczej                                          | Franz Blücher | FDP     |
| Minister spraw nadzwyczajnych                                             | Robert Tillmanns                                                                                                 | CDU     |
| Minister spraw nadzwyczajnych                                             | Waldemar Kraft                                                                                                   | GB/BHE  |
| Minister spraw nadzwyczajnych                                             | Hermann Schäfer                                                                                                  | FDP     |
| Minister spraw nadzwyczajnych                                             | Franz Josef Strauß                                                                                               | CSU     |